# Star Wars: Galaxy's Edge
Star Wars: Galaxy's Edge és una macroarea de 5.7 hactàrees tematitzada en la reeixida saga de Star Wars que es troba al parc Disney's Hollywood Studios a Walt Disney World Resort a Orlando, (Florida) i a Disneyland a Anaheim, (Califòrnia). La zona recrea el poble de Black Spire Outpost al planeta de Batuu.
Star Wars: Galaxy's Edge obrí les portes a Disneyland el 31 de Maig de 2019 mentre que a Disney's Hollywood Studios obrí el 29 d'Agost del 2019. Desde la obertura, aquesta zona ha estat una de les més visitades de tots els parcs disney del món, i han rebut una bona crítica per part dels fans de Star Wars en ambdós parcs.
En la zona central del poble, hi trobem la nau Falcó Mil·lenari a escala real, on s'hi realitzen espectacles durant la jornada. També hi alberga l'atracció «Millenium Falcon Smugglers Run», una atracció de simulació on 6 persones piloten la mítica nau de Han Solo.
Des d'aquesta plaça, es pot accedir a diversos carrers entre d'ells un mercat on es troben botigues amb tot tipus de productes de la saga galàctica. A mesura que es deixa el poble, s'entra en una zona boscosa on es troba una base de la resistència, lloc de l'atracció «The Rise of The Resistance», una atracció en la qual els visitants enbarquen en una missió en contra de la Primera Orde.
Pel que fa a l'entreteniment, és habitual veure personatges de les pel·lícules per la zona, que compta amb diversos punts d'espectacles i shows.
A més, la zona compta amb dos restaurants amb plats tematitzats, un bar amb begudes alcohòliques i botigues amb merchandaise de la saga.